# Christian Stolte
Christian Joseph Stolte (Saint Louis (Missouri), 16 oktober 1962) is een Amerikaans acteur.

## Carrière
Stolte begon in 1992 met acteren in de film The Public Eye, waarna hij nog meerdere rollen speelde in films en televisieseries. Hij is vooral bekend van zijn rol als brandweerman Randy 'Mouch' McHolland in de televisieserie Chicago Fire waar hij al in 273 afleveringen speelde (2012-heden). Deze rol speelde hij ook met diverse gastollen in de spin-off-televisieseries Chicago P.D. en Chicago Med.

## Filmografie

### Films
Uitgezonderd korte films.
- 2023 The Unseen - als Philip Gunderson
- 2020 Rain Beau's End - als schoolhoofd Stone
- 2016 The Man in the Silo - als Charlie
- 2012 Mulligan - als Walter Rock
- 2010 A Nightmare on Elm Street - als vader van Jesse
- 2010 Ca$h - als manager autowinkel
- 2009 Under New Management - als Hank Bailey
- 2009 Law Abiding Citizen - als Clarence Darby
- 2009 Public Enemies - als Charles Makley
- 2008 Fraternity House - als professor VanOver
- 2008 The Express - als Dan Boyle
- 2008 Osso Bucco - als Nick
- 2008 Were the World Mine - als coach Driskill
- 2008 Leatherheads - als Pete
- 2008 The Lucky Ones - als politiebrigadier
- 2008 The Promotion - als banjospeler (stem)
- 2007 Already Dead - als stem
- 2007 Crime Fiction - als Don Lee Boone
- 2006 Death of a President - als John Rucinski
- 2006 Stranger Than Fiction - als vader van jongen
- 2004 Mr 3000 - als verslaggever
- 2002 Road to Perdition - als zakenpartner van Rooney
- 2001 Ali - als politieagent in Miami
- 2001 Novocaine - als beveiliger rechtbank
- 2000 Brat 2 - als politieagent in dorp in Oekraïne
- 1999 Bruised Orange - als Rocky Scanlon
- 1999 Stir of Echoes - als politieagent treinstation
- 1999 Time to Pay - als Rocky Scanlon
- 1992 The Public Eye - als aanwezige in ambulance

### Televisieseries
Uitgezonderd eenmalige gastrollen.
- 2012-heden Chicago Fire - als brandweerman Randy 'Mouch' McHolland - 273+ afl.
- 2016-2025 Chicago Med - als brandweerman Randy 'Mouch' McHolland - 4 afl.
- 2015-2025 Chicago P.D. - als brandweerman Randy 'Mouch' McHolland - 11 afl.
- 2011 Boss - als Frank Kohler - 4 afl.
- 2011 The Playboy Club - als Gus Bianchi - 2 afl.
- 2011 The Chicago Code - als Don Worthen - 2 afl.
- 2005-2007 Prison Break - als gevangenisbewaker Keith Stolte - 18 afl.
- 1999 Turks - als Vincent Roberts - 2 afl.

- International Standard Name Identifier: 0000 0000 3990 0445
- Library of Congress Control Number: n2005080242
- MusicBrainz: d0f9f204-8847-4ded-b58c-f75402d1c8b6
- Virtual International Authority File: 9261051
- WorldCat: E39PBJvhqg7WGDmHwFKG3PJqwC